# 崔敏浩
崔敏浩（최민호，1980年8月18日—），生於韓國慶尚北道金泉市，為前韓國柔道國家隊員，奧運金牌得主。
他在雅典奧運會中夺得60公斤以下级的铜牌，四年後的北京奧運會中奪得該級别金牌。他由第一場直至冠軍戰，全部均以「一本」技術擊倒對手取勝，且綜合五場比賽時間僅花7分46秒。目前於韓國柔道國家男子代表隊擔任教練。